# Adolfo Philippeaux

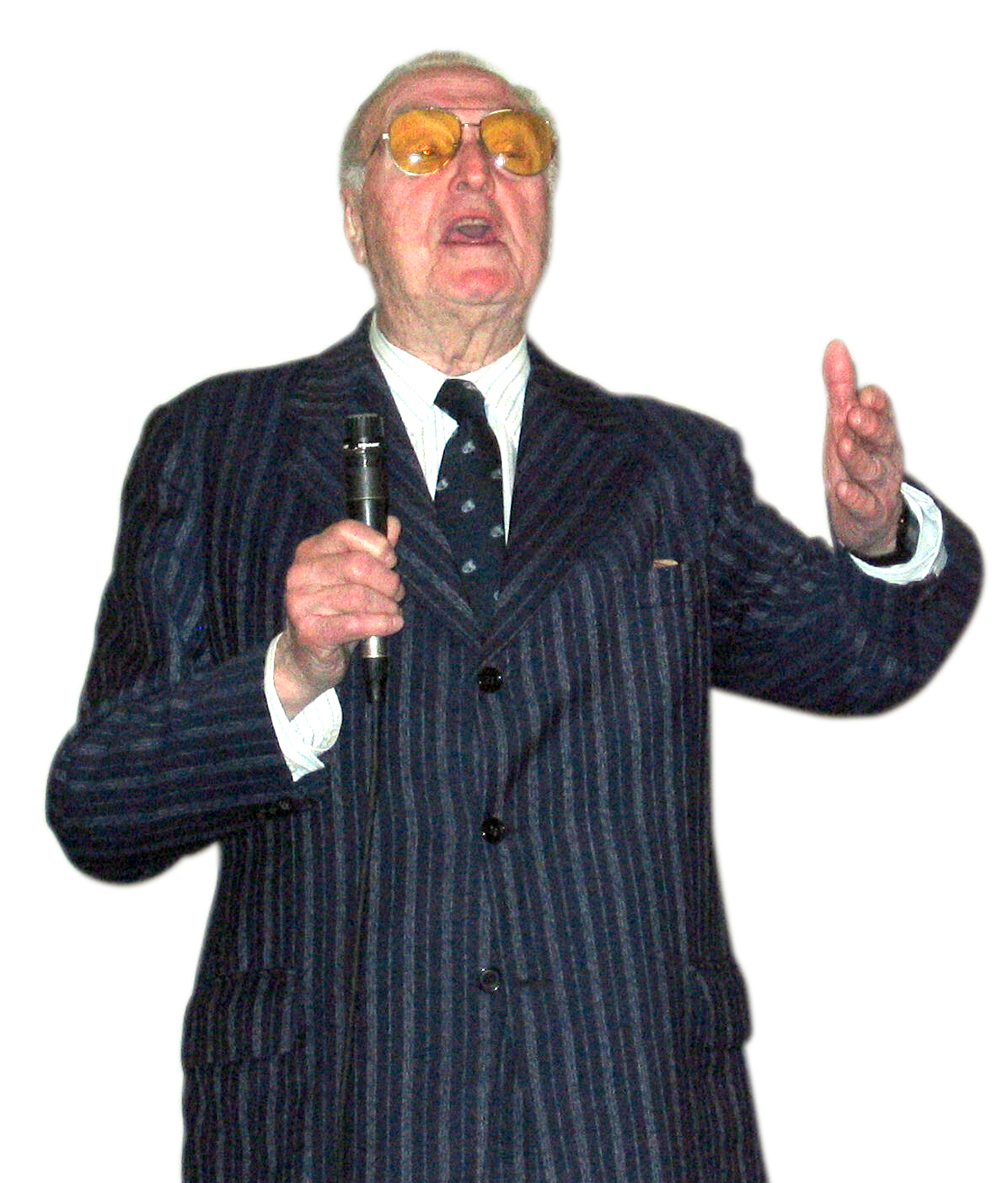
Adolfo Philippeaux (2004)

Adolfo César Philippeaux (La Plata, 25 de septiembre de 1925 - Mar del Plata, 2 de octubre de 2004) fue un militar argentino, especialmente conocido por su participación en la fracasada revolución del general Juan José Valle en junio de 1956.

## Biografía
Era hijo del coronel Emmanuel Julio Philippeaux, que formó parte del primer cuerpo de oficiales de la Gendarmería Nacional Argentina; recorrió varias provincias junto a su padre, residiendo varios años en el Territorio Nacional del Chaco. Egresó del Colegio Militar de la Nación en 1945, y al año siguiente fue asignado a la escolta del presidente Juan Domingo Perón, en la que pasó todos los años de su carrera militar.
Participó en varias competencias de tiro, esgrima y carreras de pista, logrando algunos triunfos nacionales e internacionales. Fue campeón de esgrima en los Juegos Panamericanos de 1955.
Durante el bombardeo de la Plaza de Mayo, en 1955, era jefe de la escolta presidencial y ayudó a trasladar al presidente fuera de la Casa Rosada; fue ascendido al grado de teniente coronel.
Tras el golpe de Estado que derrocó a Perón en 1955, fue forzado a pasar a retiro a fines de ese año, por su identificación pública con el presidente derrocado.
El 9 de junio de 1956 participó —al frente de un grupo de suboficiales y más de quinientos militantes de la resistencia peronista— del intento de revuelta dirigido por el general Juan José Valle. Uno de los objetivos tácticos de los primeros movimientos era copar unidades militares y ocupar emisoras de radio, para desde allí emitir la proclama revolucionaria; la misma no era expresamente de orientación peronista, pero anunciaba el fin de las persecuciones políticas y el pronto llamado a elecciones sin proscripciones. Los objetivos de la revolución fracasaron en todos lados, con excepción de la ciudad de Santa Rosa (La Pampa), donde el grupo de Philippeaux logró ocupar una emisora de radio y emitir su proclama; pese a que la misma fue emitida muy tarde —después de medianoche— alcanzó a ser escuchada por mucha gente, ya que las noticias de la revuelta de Valle tenían en vilo a todo el país. Tras saber que Valle y los demás grupos habían fracasado, Philippeaux y su grupo huyeron hacia San Luis, donde fue capturado. Fue condenado a muerte, pero algunos oficiales de la Fuerza Aérea Argentina sabotearon el avión que debía trasladarlo a Bahía Blanca para ser fusilado. El castigo fue conmutada por una pena de prisión. Tampoco fue fusilado ninguno de sus compañeros de rebelión, a pesar de haberse emitido la orden para su ejecución.
Beneficiado por los indultos del presidente Arturo Frondizi, fue posteriormente miembro del Comando Superior Peronista, organizador de la resistencia peronista durante años. Fue interventor del Partido Justicialista de la provincia de Misiones poco antes de las elecciones de 1973.
Durante la última presidencia de Perón fue nombrado Secretario de Planeamiento y Acción de Gobierno de la Nación; fue también Secretario de Turismo y Deporte de la Nación, Secretario de Pesca, Agricultura y Ganadería de la Nación y Director de Hipódromos Nacionales, y también interventor del Partido Justicialista de la provincia de Tucumán, durante la presidencia de María Estela Martínez de Perón.
Tras el golpe de Estado que dio origen a la última dictadura, en 1976, fue nuevamente arrestado y confinado en Santa Rosa. Tras recobrar su libertad se mudó a Mar del Plata, donde fijaría su residencia durante el resto de su vida.
Tras la recuperación de la democracia en 1983 fue director nacional de Pesca de la Nación durante la presidencia de Carlos Saúl Menem y director general de Instituciones Penales en la provincia de Santiago del Estero.
Falleció en Mar del Plata a los 79 años de edad. Sus restos descansan en el cementerio de General Pico, provincia de La Pampa.
Estaba casado con Alicia Emma Oliva, con quien había tenido dos hijos. Una calle de la ciudad de General Pico lleva su nombre.